# 飛鳥井雅慶
飛鳥井 雅慶（あすかい まさよし、1937年〈昭和12年〉1月6日 - ）は、日本の神職。橿原神宮宮司。飛鳥井家当主。

## 生涯
昭和12年（1937年）1月6日、飛鳥井雅信の次男として誕生。
ボクスイ株式会社の営業総括室部長を経て、平成8年（1996年）、宮内庁掌典職委嘱掌典に任じられる。
平成11年（1999年）には掌典を拝命、さらに平成14年（2002年）には掌典次長に就任した。
平成19年（2007年）10月1日、伊勢美登の後任として、橿原神宮宮司に就任した。
平成21年（2009年）6月26日、奈良県神社庁長に就任した。
平成22年（2010年）、橿原神宮が鎮座120周年を迎えた。同年4月1日には奉祝祭、4月2日には秋篠宮文仁親王・同妃紀子を迎えての御鎮座百二十年記念大祭、4月3日には神武天皇祭・御鎮座百二十年記念奉祝祭が斎行され、飛鳥井は宮司として祝詞を奏上した。12月3日、松中久権宮司と共に、橿原神宮を正式参拝した渡邊恭位立正佼成会理事長と懇談した。
平成23年（2011年）3月11日に発生した東日本大震災を受けて、大崎八幡宮に見舞を送った。7月31日、橿原神宮宮司を依願辞職した。

## 系譜
注が無い限り、『平成新修旧華族家系大成』上巻, p. 32を参照した。
- 父：雅信（1893 - 1969）
- 母：敞子（1902 - ） - 八条隆正長女
  - 姉：典子（1927 - ） - 金田民夫夫人
  - 姉：祥子（1928 - ） - 梅本二郎夫人
  - 兄：雅道（1934 - 2000）
- 妻：悠子（1947 - ） - 篠原眞應次女
  - 長男：雅崇（1971 - ）

### 書籍出典
1. 1 2  『平成新修旧華族家系大成』上巻, p. 32.
2. 1 2  『平成新修旧華族家系大成』上巻, p. 31.
3. 1 2 3 4 5  『橿原神宮史続編』, p. 161.
4. ↑  『橿原神宮史続編』, p. 162.

### ウェブサイト出典
1. ↑  “渡邊理事長が天理教本部、橿原神宮、春日大社を訪問”.   立正佼成会 (2010年12月10日). 2022年10月3日時点のオリジナルよりアーカイブ。2022年10月3日閲覧。
2. ↑  “東日本大震災に伴うお見舞いを頂き、ありがとうございました”.   大崎八幡宮 (2011年4月28日). 2016年8月18日時点のオリジナルよりアーカイブ。2022年10月3日閲覧。